# Aphis picridicola
Aphis picridicola är en insektsart. Aphis picridicola ingår i släktet Aphis och familjen långrörsbladlöss. Inga underarter finns listade i Catalogue of Life.